# Майкъл Морли
Майкъл Морли (на английски: Michael Morley) е английски журналист, телевизионен продуцент, режисьор и писател, автор на бестселъри в жанровете трилър и криминален роман. Пише и под псевдонимите Сам Крайстър (на английски: Sam Christer), Джон Трейс (Jon Trace) и Сам Мастърс (Sam Masters).

## Биография и творчество
Майкъл Антъни Морли е роден на 19 юли 1957 г. в Карсингтън, Дарбишър, Англия. Осиротял при раждането си той е отгледан в домове за сираци и приемни домове. Осиновен е на деветгодишна възраст и отраства в Северен Манчестър.
Работи като разследващ журналист в „Бъри таймс“ следвайки полицейските разследвания отвътре и е получава признанията на големи престъпници. Става телевизионен водещ и продуцент на ITV, автор на няколко документални филма за престъпници. После работи като старши изпълнителен директор на Endemol TV в продължение на осем години, вкл. в офисите в Полша и в Холандия. Печели редица телевизионни награди за документални филми, посветени на научни открития, серийни убийства и отвличания.
През 2006 г. основава собствена компания за мултимедийни консултации „Casa Strada Productions Ltd“, която работи по мултимедийни интерактивни игри.
В периода 2009-2012 г. работи като вицепрезидент и главен творчески директор към международната продуцентска компания „Sony Pictures Television International“, дъщерно дружество на холивудско студио „Sony Pictures“.
Първият ѝ роман „Spider“ (Паяк) е публикуван през 2008 г.
Печели световна популярност с трилърите си под псевдонима Сам Крайстър. Романът му „Завещанието Стоунхендж“ от 2010 г. става бестселър и е преведен на над 35 езика по света.
В трилърите си смесва екшън, усет към детайла и историческа мистика.
Майкъл Морли живее със семейството си в Дарбишър.

## Произведения

### Като Майкъл Морли

#### Самостоятелни романи
- Spider (2008)
- Viper (2009)
- Spree (2014)

#### Серия „Гуляй“ (Spree: One thriller. Serialised in five parts)
1. Strawberry Fields Massacre (2013)
2. Slayer Rising (2013)
3. The Big Kill (2013)
4. Broken (2013)
5. Bloodlight (2013)

#### Филмография (документални филми)
- Murder in mind (1993) – режисьор
- Thursday Night Live (199)
- Roger Cook's Greatest Hits (199)

### Като Сам Крайстър

#### Самостоятелни романи
- The Stonehenge Legacy (2010)
Завещанието Стоунхендж, изд.: „Софтпрес“, София (2011), прев. Яна Маркова
- The Turin Shroud Secret (2012)
Тайната на Торинската плащаница, изд.: „Софтпрес“, София (2013), прев. Марин Загорчев
- The Camelot Code (2013)
Шифърът на Камелот, изд.: „Софтпрес“, София (2014), прев. Паулина Мичева
- The House of Smoke (2015)

#### Серия „Том Шаман“ (Tom Shaman) – първоначално издадена като Джон Трейс
1. The Venice Conspiracy (2012)
Пророчеството Венеция, изд.: „Софтпрес“, София (2014), прев. Марин Загорчев
2. The Rome Prophecy (2014)

### Като Сам Мастърс

#### Самостоятелни романи
- The China Dogs (2014)